# Pakeha manapouri
Pakeha manapouri är en spindelart som beskrevs av Forster och Wilton 1973. Pakeha manapouri ingår i släktet Pakeha och familjen mörkerspindlar. Inga underarter finns listade i Catalogue of Life.